# Municipio de Grove Park-Tilden
El municipio de Grove Park-Tilden (en inglés: Grove Park-Tilden Township) es un municipio ubicado en el condado de Polk en el estado estadounidense de Minnesota. En el año 2010 tenía una población de 282 habitantes y una densidad poblacional de 1,56 personas por km².

## Geografía
El municipio de Grove Park-Tilden se encuentra ubicado en las coordenadas 47°43′11″N 96°14′13″O / 47.71972, -96.23694. Según la Oficina del Censo de los Estados Unidos, el municipio tiene una superficie total de 181.35 km², de la cual 179,35 km² corresponden a tierra firme y (1.1 %) 2 km² es agua.

## Demografía
Según el censo de 2010, había 282 personas residiendo en el municipio de Grove Park-Tilden. La densidad de población era de 1,56 hab./km². De los 282 habitantes, el municipio de Grove Park-Tilden estaba compuesto por el 96,81 % blancos, el 1,42 % eran amerindios, el 0,35 % eran de otras razas y el 1,42 % eran de una mezcla de razas. Del total de la población el 0,35 % eran hispanos o latinos de cualquier raza.